# Internationale Vereinigung für theoretische und angewandte Mechanik
Die Internationale Vereinigung für theoretische und angewandte Mechanik (IUTAM) ist eine globale Non-Profit-Organisation, die die internationale Zusammenarbeit von Instituten fördert, deren Forschungsschwerpunkte auf den Gebieten der theoretischen und angewandten Mechanik, einschließlich analytischer, rechnerischer und experimenteller Untersuchungen liegen. Darüber hinaus organisiert sie nationale und multinationale Workshops und Tagungen und die in einem vierjährigen Turnus stattfindenden Generalversammlungen.

## Historie
Obwohl 1946 als Gründungsjahr der IUTAM gilt, kann sie doch auf eine längere Geschichte zurückblicken. Auf Betreiben Theodore von Kármáns, damals Professor an der RWTH Aachen, trafen sich im September 1922 in Innsbruck 30 europäische Physiker um über Fragen zur Hydro- und Aerodynamik zu diskutieren. In diesem Zusammenhang wurde der Wunsch geäußert, dass diese Sachgebiete auf periodisch wiederkehrenden Symposien in größeren Rahmen behandelt werden sollten. Man einigte sich darauf, dass Delft in den Niederlanden ein geeigneter Ort wäre und bat den holländischen Professor Wilhelm Gerard Burgers dort einen entsprechenden Kongress zu organisieren.
In der Folge fand dann 1924 unter dem Vorsitz des niederländischen Wissenschaftlers Cornelis B. Biezeno in Delft der erste offizielle Kongress mit 207 Teilnehmern statt, der aber trotzdem nur als inoffizieller Gründungsort und inoffizielles Gründungsjahr gilt.

## IUTAM-Konggresse
Internationale Kongresse für theoretische und angewandte Mechanik (ICTAM)
| Nr. | Jahr | Stadt     | Land                | Kongresspräsident    |
| --- | ---- | --------- | ------------------- | -------------------- |
| 1   | 1924 | Delft     | Niederlande         | C. B. Biezeno        |
| 2   | 1926 | Zürich    | Schweiz             | E. Meissner          |
| 3   | 1930 | Stockholm | Schweden            | A. F. Enström        |
| 4   | 1934 | Cambridge | England             | C. E. Inglis         |
| 5   | 1938 | Cambridge | Vereinigte Staaten  | K. T. Compton        |
| 6   | 1946 | Paris     | Frankreich a)       | H. Villat            |
| 7   | 1948 | London    | England             | R. V. Southwell      |
| 8   | 1952 | Istanbul  | Türkei              | K. Erim              |
| 9   | 1956 | Brüssel   | Belgien             | F. H. van den Dungen |
| 10  | 1960 | Stresa    | Italien             | G. Colonnetti        |
| 11  | 1964 | München   | Deutschland         | H. Görtler           |
| 12  | 1968 | Stanford  | Vereinigte Staaten  | N. J. Hoff           |
| 13  | 1972 | Moskau    | Sowjetunion         | N. I. Muskhelishvili |
| 14  | 1976 | Delft     | Niederlande         | W. T. Koiter         |
| 15  | 1980 | Toronto   | Kanada              | F. P. J. Rimrott     |
| 16  | 1984 | Lyngby    | Dänemark            | F. I. Niordson       |
| 17  | 1988 | Grenoble  | Frankreich          | P. Germain, M. Piau  |
| 18  | 1992 | Haifa     | Israel              | J. Singer            |
| 19  | 1996 | Kyoto     | Japan               | T. Tatsumi           |
| 20  | 2000 | Chicago   | Vereinigte Staaten  | H. Aref              |
| 21  | 2004 | Warschau  | Polen               | W. Gutkowski         |
| 22  | 2008 | Adelaide  | Australien          | E. O. Tuck           |
| 23  | 2012 | Peking    | Volksrepublik China | Y. Bai               |
| 24  | 2016 | Montreal  | Kanada              | J.M. Floryan         |
| 25  | 2020 | Mailand   | Italien b)          |                      |

- a) Der 6. Kongress in Paris gilt als offizielles Gründungsjahr der IUTAM. Alle Kongresse bis zum sechsten in Paris wurden von den nationalen Organisationen ausgerichtet[3].
- b) Wegen der 2020 grassierenden Corona-Pandemie ist der Kongress auf das darauf folgende Jahr (2021) verschoben worden[10].

## Nachweise
1. ↑  IUTAM’s Bureau. IUTAM, abgerufen am 25. April 2020 (englisch).
2. ↑  IUTAM’s Statutes. IUTAM, abgerufen am 25. April 2020 (englisch).
3. 1 2  Congresses. IUTAM, abgerufen am 25. April 2020 (englisch).
4. ↑  Daniel Weihs: Josef Singer - 1923–2009. National Academies of Sciences, Engineering, and Medicine, abgerufen am 25. April 2020 (englisch).
5. ↑  Prof. Tomomasa Tatsumi. IUTAM, abgerufen am 25. April 2020 (englisch).
6. ↑  Prof. Witold Gutkowski. IUTAM, abgerufen am 25. April 2020 (englisch).
7. ↑  Yvonne Stokes: Ernie Tuck's Home Page. University of Adelaide, abgerufen am 25. April 2020 (englisch).
8. ↑  Prof. Yilong Bai. IUTAM, abgerufen am 25. April 2020 (englisch).
9. ↑  Prof. Maciej Floryan. IUTAM, abgerufen am 25. April 2020 (englisch).
10. ↑  ICTAM 2020. IUTAM, abgerufen am 25. April 2020 (englisch).